# بابوو
بابوو (به لاتین: Babovo) یک منطقهٔ مسکونی در بلغارستان است که در شهرستان اسلیوو پوله واقع شده‌است. بابوو ۴۲۲ نفر جمعیت دارد و ۲۴ متر بالاتر از سطح دریا واقع شده‌است.